# Trupanea bistriga
Trupanea bistriga är en tvåvingeart som först beskrevs av Malloch 1933.  Trupanea bistriga ingår i släktet Trupanea och familjen borrflugor.
Artens utbredningsområde är Uruguay. Inga underarter finns listade i Catalogue of Life.